# Borowe (rejon szeptycki)
Borowe (ukr. Борове) – wieś na Ukrainie w rejonie szeptyckim obwodu lwowskiego.

## Historia
Pod koniec XIX w. wieś w powiecie żółkiewskim.
Do 2024 w  rejonie czerwonogrodzkim.